# Drosophila calloptera (artgrupp)
Drosophila calloptera är en artgrupp inom släktet Drosophila och undersläktet Drosophila. Artgruppen består av åtta arter.

## Arter inom artgruppen
- Drosophila atrata
- Drosophila calloptera
- Drosophila kallima
- Drosophila lindae
- Drosophila maracaya
- Drosophila ornatipennis
- Drosophila quadrum
- Drosophila schildi